# بیلی هیز (بازیکن فوتبال)

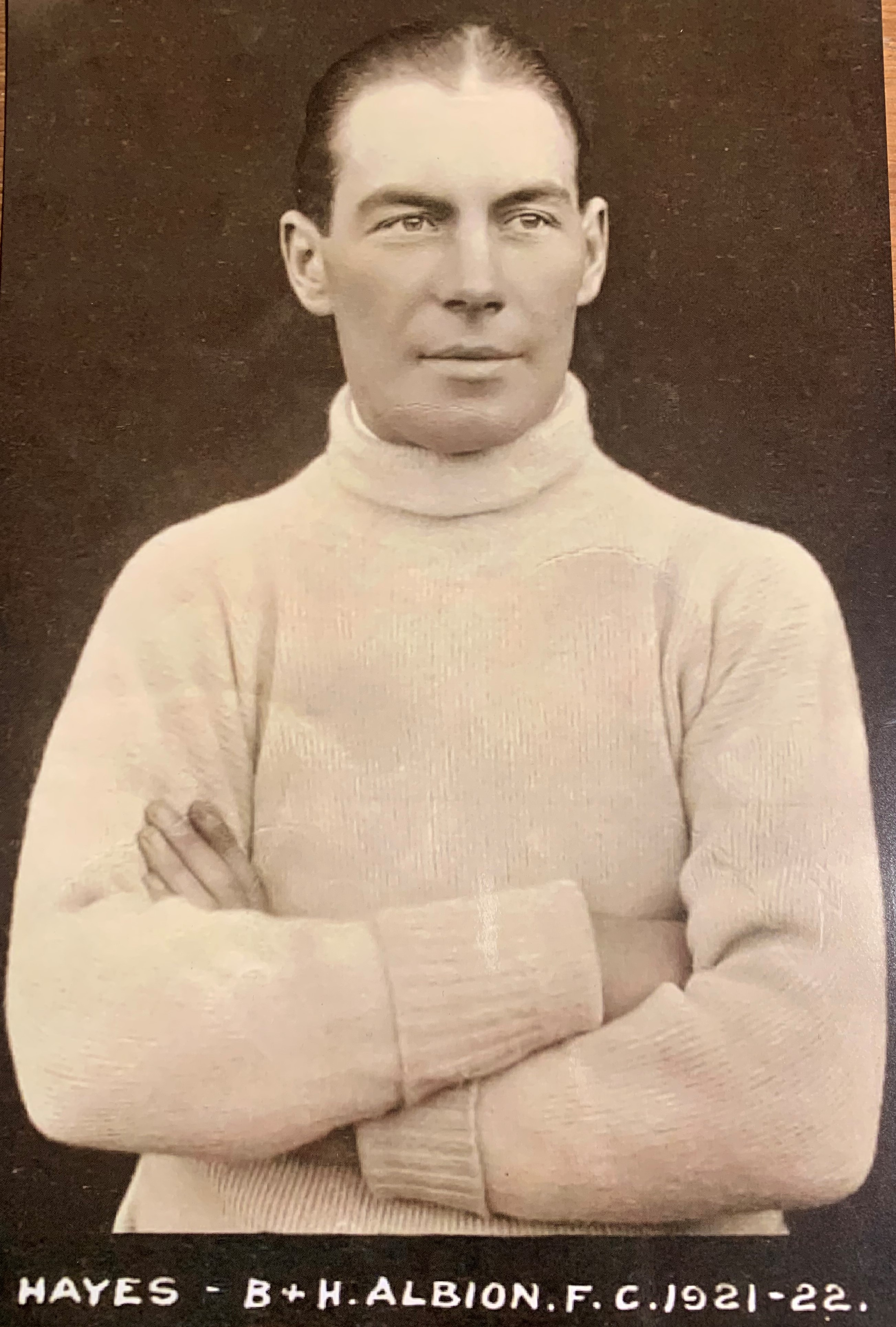
بیلی هیز - ۱۹۲۱/۲۲

بیلی هیز (انگلیسی: Billy Hayes؛ زادهٔ ۸ نوامبر ۱۸۹۵) بازیکن فوتبال اهل بریتانیا است.
از باشگاه‌هایی که در آن بازی کرده‌است می‌توان به باشگاه فوتبال پرستون نورث اند، باشگاه فوتبال استوک‌پورت کانتی، باشگاه فوتبال ساوتند یونایتد، باشگاه فوتبال بارسکو، باشگاه فوتبال چورلی، باشگاه فوتبال وینسفورد یونایتد، باشگاه فوتبال استالی‌بریج سلتیک، باشگاه فوتبال بیکاپ بورو و باشگاه فوتبال برایتون اند هوو آلبیون اشاره کرد.